# قائمة الزواحف في الأردن
يوجد في الأردن حوالي 115 نوع من الزواحف، معظمها من الثعابين والسحالي، ولكن هناك أيضًا بعض السلاحف. لم يتم العثور على التماسيح في الأردن.

## الإحصائيات
- الثعابين: 45 نوعًا [1]
- السحالي: 63 نوعًا [2]
- السلاحف: 7 أنواع [3]

## الثعابين
أفعى مغزلية
أسود خبيث
قرناء
افعى قرناء صحراوية
أفعى أم الجنيب
دبواء (جنس)
أفعى فلسطين
أحناش
حنش قزويني طويل
ثعبان السوط الأسود
حنش طويل أحمر البطن
حارية
أفعى الحراشف المنشارية
Eirenis
أفعى متوجة قزمة
قزمة سيناوية سريعة
أفعى قزمة بخطوط رفيعة
Eirenis lineomaculatus
حنش القزم المقدسي
دساس
دساس متوسطي
Hemorrhois
أفعى بقلاوية
أيم
Letheobia
Letheobia simonii
Lytorhynchus
Lytorhynchus diadema
Lytorhynchus kennedyi
Macrovipera
Macrovipera lebetinus
خضاري (ثعبان)
Malpolon insignitus
Malpolon moilensis
خضاري مونبلييه
حفث سام صغري
أفعى المسبحة
Micrelaps tchernovi
Myriopholis
Myriopholis macrorhyncha
ثعابين الماء
ثعبان النرد
Platyceps
Platyceps collaris
Platyceps elegantissimus
Platyceps rhodorachis
Platyceps rogersi
Platyceps saharicus
حنش سيناء
Platyceps ventromaculatus
شقاري
شقاري عداء الرمال
قرناء كاذبة
أفعى الحقل القرناء
أفعى قرناء فارسية
Rhynchocalamus
ثعبان كوكري فلسطين
Spalerosophis
أرقم (ثعبان)
مقرابية
ثعبان القط العربي
أفعى القط الأوروبية
Telescopus hoogstraali
Telescopus nigriceps
Walterinnesia
أسود (ثعبان)
Xerotyphlops
Xerotyphlops vermicularis

## السحالي
عديم الجفن
Ablepharus kitaibelii
Ablepharus pannonicus
سحلية روبل ثعبانية العين
ثعبة
Acanthodactylus ahmaddisii
سحلية بوسك
Acanthodactylus cantoris
Acanthodactylus grandis
عظاية الصحراء المدرعة
ثعبة أفعوانية الذيل
سحلية ام اصبع
Acanthodactylus robustus
Acanthodactylus schmidti
سقنقر الرمل الكبير
ثعبة تلبوري
Acanthodactylus tristrami
برص ثؤلولي
برص بلانفورد الصخري
برص الصحراء العربية
دساسة
Chalcides guentheri
دساسة نمرة
سحلية ناعمة
حرباء (جنس)
حرباء شائعة
Cyrtopodion
برص حاد الذيل
أم الحيات
Eumeces schneiderii
عريض الحرشفة
عريض الحرشفة الشريطي
نصفي الأصابع
Hemidactylus dawudazraqi
برص ميندي
برص منازل البحر المتوسط
Heremites
Heremites vittatus
العظاءة (كوكبة)
Lacerta media
Laudakia
Laudakia stellio
Mediodactylus
Mediodactylus kotschyi
Mediodactylus orientalis
عداء الصحراء
Mesalina bernoullii
Mesalina guttulata
Mesalina microlepis
Mesalina olivieri
Ophiomorus
Ophiomorus latastii
ثعباني العين
Ophisops elegans
سحلية فينيقية
سحلية كولزر
سحلية لبنان
طحن (جنس)
Phrynocephalus arabicus
Phrynocephalus maculatus
منشاري الذيل
برص قافز
Pristurus rupestris
Pseudopus
Pseudopus apodus
Pseudotrapelus
Pseudotrapelus aqabensis
عضرفوط سينائي
برص مروحي القدمين
Ptyodactylus ananjevae
برص ابوكف ارقط
برص أبو كف مصري
أبو بريص مروحي القدمين الشامي
سقنقور (جنس)
سمكة الرمال
Stenodactylus
أبو بريص الشرق الأوسط ذو الأصابع القصيرة
Stenodactylus grandiceps
Stenodactylus slevini
برص واسع العين
عضرفوط متلون (جنس)
Trapelus agnetae
عضرفوط متلون
عضرفوط فارسي
برص قزم
برص تحت الحجر مخطط
برص قزم
ضب
ضب مصري
Varanus
Varanus griseus

## السلاحف
Caretta
سلحفاة بحرية ضخمة الرأس
سلحفاة
سلحفاة خضراء
Dermochelys
سلحفاة جلدية الظهر
Eretmochelys
سلحفاة صقرية المنقار
Mauremys
Mauremys caspica
Mauremys rivulata
سلحفاة 
سلحفاة مهمازية الورك